# SMS Königsberg (1905)
7°52′06″ пд. ш. 39°14′24″ сх. д. / 7.8683333333333° пд. ш. 39.24° сх. д.

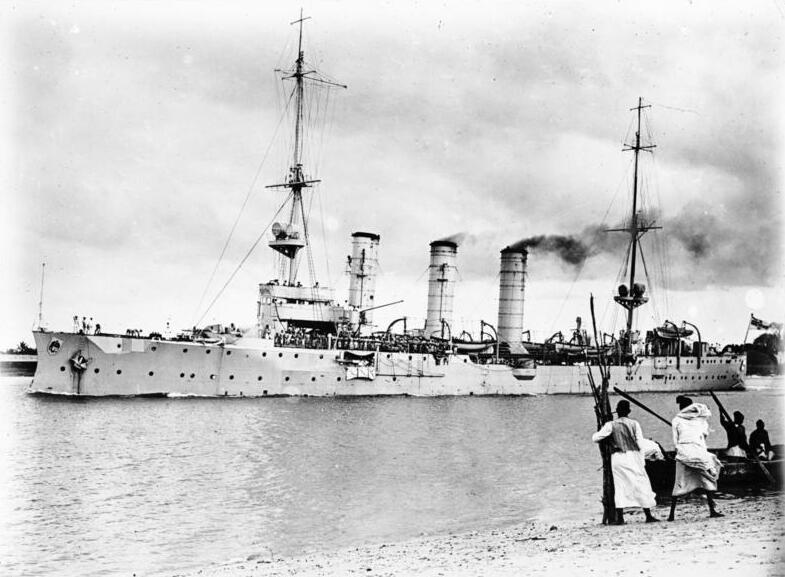
Крейсер «Кенігсберг» в Дар-ес-Саламі.

«Кенігсберг» (нім. SMS Königsberg, Корабель Його Величності «Кенігсберг») — легкий крейсер однойменного типу, який служив у складі Імператорських ВМС Німеччини. Закладений на початку 1905 року, спущений у грудні того ж року, до складу ВМС введено в червні 1906 року. Був озброєний десятьма гарматами калібру 105 мм і розвивав швидкість до 24 вузлів. Названий на честь столиці Східної Пруссії міста Кенігсберга. Незабаром після включення до складу флоту супроводив до Великої Британії імператорську яхту з кайзером на борту. У квітні 1914 року направлений в Німецьку Східну Африку, після початку Першої світової війни залишився там. Перший час діяв проти британського і французького судноплавства, проте за час рейдерства потопив єдине судно. Дії крейсера сковував брак вугілля.

## Служба
Незабаром після включення до складу флоту «Кенігсберг» увійшов до складу ескорту імператорської яхти «Гогенцоллерн», на якій Вільгельм II вирушив до Великої Британії з офіційним візитом. Пізніше крейсер відвідав Ірландію та Іспанію. 1911 року «Кенігсберг» брав участь в урочистостях з нагоди коронації Георга V. У червні того ж року корабель відправили на верф, де він повинен був пройти переобладнання для служби у тропіках.
У 1913 році німецька колонія в Східній Африці запросила заміну застарілого крейсера «Гейер», що базувався на Дар-ес-Салам. Німецьке адміралтейство обрало в якості заміни «Кенігсберг». 1 квітня 1914 року командиром корабля був призначений фрегаттенкапитен Макс Лооф. Через три з половиною тижні, 25 квітня 1914 року, «Кенігсберг» вирушив з Кіля в Німецьку Східну Африку, де йому належало перебувати протягом двох років. Крейсер перетнув Середземне море з заходом в іспанські та італійські порти, пройшов Суецький канал і прибув в Аден. 6 червня 1914 року крейсер прибув у Дар-ес-Салам, де викликав захоплення у німецьких колоністів і місцевого населення, захопленими зовнішнім виглядом корабля. Місцеві жителі оцінювали міць корабля по числу його димових труб, і тому три труби «Кенігсберга» справили на них сильне враження. Африканці тут же дали крейсеру прізвисько «Воїн з трьома трубками» (суахілі Manowari na bomba tatu).

### Перша світова війна
6 серпня поблизу узбережжя Оману «Кенігсберг» перехопив британське судно «Сіті оф Вінчестер», яке йшло з Індії з вантажем вугілля. Доглядова партія доповіла, що британці везуть низькоякісне вугілля («Бомбейський мотлох»), непридатний для котлів «Кенігсберга». Лооф наказав закласти під машину і котли судна підривні заряди і потопити його. Артилеристи крейсера успішно пустили «Сіті оф Вінчестер» на дно, заодно повправлявшись у влучній стрільбі. Наступного дня, коли на крейсері залишалося лише 14 тонн вугілля, «Кенігсберг» зустрів німецький транспорт «Сомалію» і взяв з неї 850 тонн вугілля, після чого попрямував до Мадагаскару. Прибувши на місце, «Кенігсберг» не виявив ні британських, ні французьких суден. 23 серпня крейсер знову взяв з «Сомалії» вугілля, запасів якого тепер вистачало принаймні на чотири дні крейсерства.
Тим часом британська ескадра обстріляла Дар-ес-Салам і зруйнувала німецьку радіостанцію. Капітан «Сомалії», який добре знав африканські води, запропонував Лоофу заховати крейсер в дельті річки Руфіджі. До війни капітан брав участь у картографічної експедиції, в ході якої несподівано з'ясувалося, що води Руфіджі досить глибокі. Флот оцінив знання капітана і він був зарахований на службу і призначений лоцманом «Кенігсберга». 3 вересня 1914 року під час припливу крейсер увійшов у гирло і почав підніматися вгору по річці. На берегах річки були організовані сполучені телеграфними лініями спостережні пункти, в завдання яких входило негайно повідомити про наближення британців.
19 вересня 1914 року надійшло повідомлення, що у гавань Занзібару увійшов двотрубний корабель. Лооф припустив, що цим кораблем міг бути один з британських крейсерів: «Астра» або «Пегасус» (останній як раз і був тим самим кораблем). Британський крейсер зайшов у порт, потребуючи ремонту машин. «Кенігсберг» вже наповнив вугільні ями паливом, прийнятим з транспортів з Дар-ес-Салама, і Лооф вирішив негайно діяти. Разом з полуденним припливом крейсер покинув дельту Руфіджі і попрямував на північ до Занзибару. На світанку наступного дня «Кенігсберг» раптово з'явився в порту Занзібару і протягом 20 хвилин залпами обстрілював нерухомий «Пегасус». В британський крейсер потрапило близько двохсот снарядів і він почав тонути, 31 людина загинула і 55 були поранені. На виході з гавані «Кенігсберг» обстріляв сторожовий корабель «Хельмут», пошкодивши йому машину, а також зруйнував місцеву радіостанцію.

#### Бій на Руфіджі

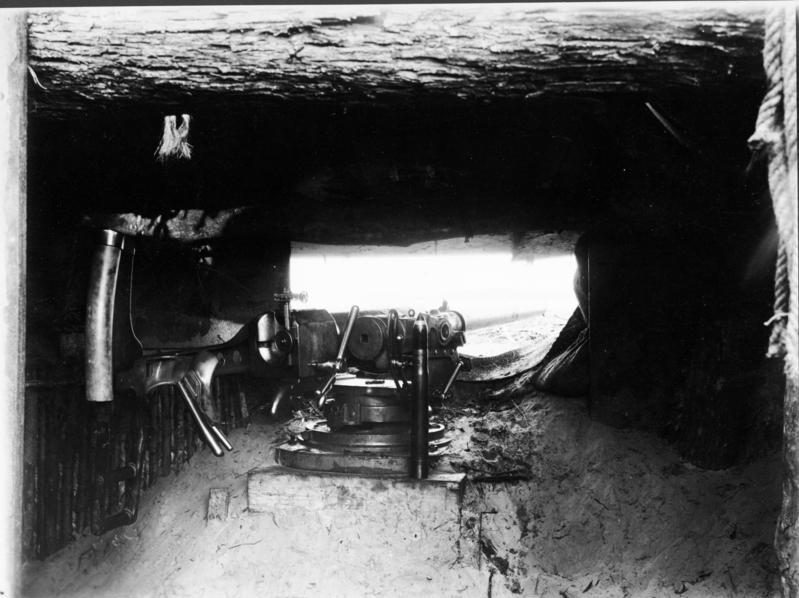
Гармата «Кенігсберга» захована у дельті

Командир «Кенігсберга» мав намір атакувати ворожий судноплавство поблизу берегів Південної Африки, розраховуючи захопити запаси вугілля, яких вистачило б для прориву до Німеччини. Планам Лоофа завадило незадовільний стан котлів крейсера, які інтенсивно експлуатувалися в умовах недостатнього ремонту. «Кенігсберг» повернувся в дельту Руфіджі і прибув в місто Салеле, де корабель перефарбували в захисні кольори. На березі були організовані посилені солдатами та польовою артилерією опорні пункти, забезпечені телеграфними лініями і мережею передових спостерігачів. Інженерна команда почала розбирати пошкоджені котли, а Лооф віддав наказ відвезти їх у Дар-ес-Салам (160 км від Салеле) на дерев'яних возах. Для більшого захисту корабля в дельті навіть були розставлені морські міни.
Тим часом британці посилили свої патрулі і кинули велику частину своїх сил у Східній Африці на пошук «Кенігсберга». Група кораблів під командуванням капітана Сидні Дрюрі-Лоу отримала завдання знайти і знищити німецький крейсер. 19 жовтня крейсер «Чатам» виявив німецьке судно «Президент» поблизу Лінді, і британці обшукали його. Британцям вдалося знайти документи, згідно яких екіпаж транспорту передав запаси вугілля «Кенігсбергу» та «Сомалії», які переховувались у дельті Руфіджі. Група кораблів у складі крейсерів «Чатам», «Дартмут» та «Веймут» заблокували дельту, відрізавши німецькому крейсеру шляхи до відступу
У листопаді британці направили старий броненосець «Голіаф» з 12-дюймовими гарматами, якими розраховували потопити німецький бронепалубний крейсер, але вони не змогли наблизитись на потрібну для стрільби дистанцію. У грудні оберст-лейтенант (підполковник) Пауль Еміль фон Леттов-Форбек попросив частину членів екіпажу «Кенігсберга» покинути крейсер і зійти на сушу, щоб знизити витрати припасів і посилити власні війська. На кораблі залишилося всього 220 чоловік, але цього бракувало для контролю корабля при прориві до моря. 23 грудня кілька британських кораблів ризикнули підійти до дельті і обстріляли «Сомалію», однак після вогню у відповідь німців відступили.

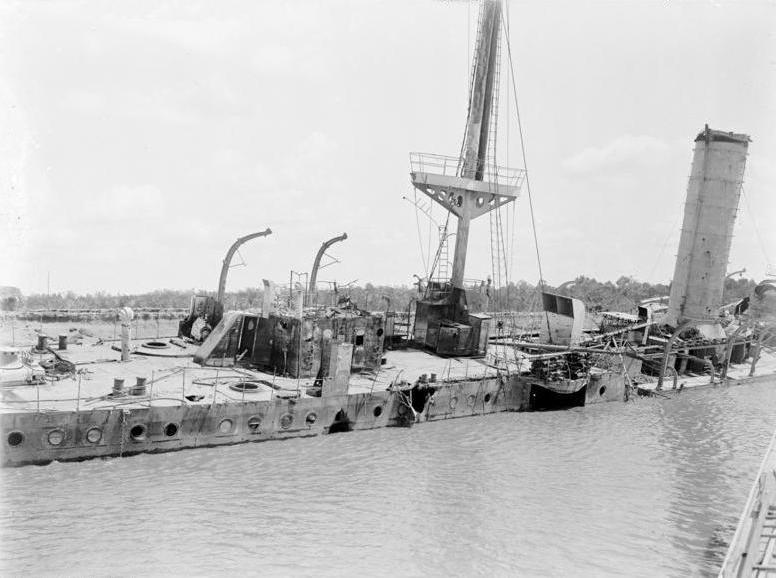
Напівзатонулий «Кенігсберг». Гармати вже демонтовані.

У квітні 1915 року британське Адміралтейство затвердив план Дрюрі-Лоу з ліквідації німецького судна, який був складений ще в листопаді. Згідно з цим планом, корабель передбачалося потопити лише шляхом залучення моніторів. Два таких монітора, «Мерсі» і «Северн», оснащені 6-дюймовими гарматами, попрямували з Британії в Східну Африку. 6 липня 1915 обидва монітора зустрілися поблизу узбережжя і увійшли в гирло річки, попри зустрічний німецький вогонь. На відстані приблизно 9100 м вони зупинилися: з цієї відстані вони могли безперешкодно обстрілювати німців без небезпеки отримати удар у відповідь. До операції залучили і авіацію. Попри ці дії, «Кенігсберг» успішно оборонявся протягом трьох годин і змусив англійців відступити.

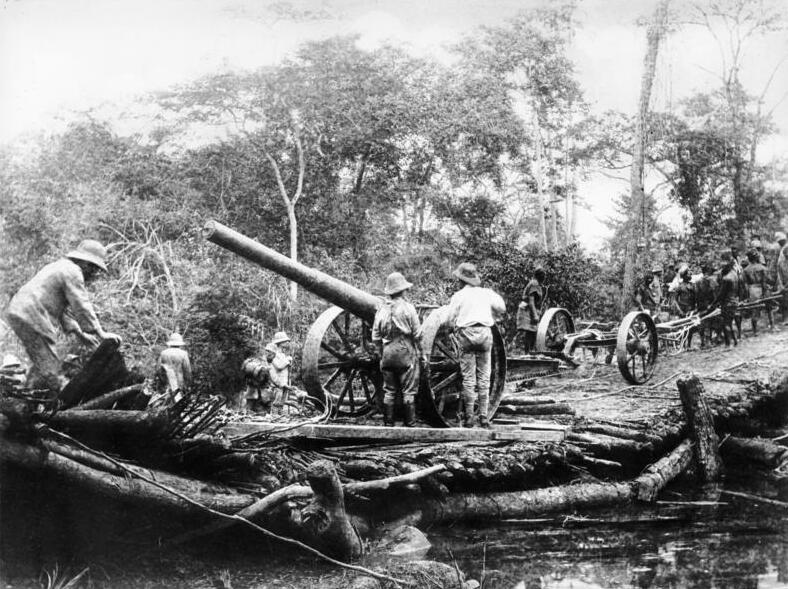
105-мм гармата «Кенігсберга», перероблена у польову (1916 рік)

11 липня після ремонту англійці повернулися і продовжили боротьбу з крейсером. Два монітора організували п'ятигодинний обстріл, який став фатальним для німців. До 13:30 «Кенігсберг» був настільки пошкоджений, що у нього залишалися в строю тільки дві гармати, і боєприпасів вистачало лише на два постріли з кожної. Один з цих снарядів був шрапнельним. Німецькі моряки випустили шрапнельний снаряд по британському літаку, і він одразу ж впав в річку прямо біля крейсера. Вибух призвів до пожежі на палубі, і Лооф, який не отримав ні подряпини за час служби, наказав відкрити кінгстони. У відділенні боєприпасів здетонували дві торпеди, і корабель пішов до дна. Німецькі моряки навіть в цей момент вигукували слова в підтримку кайзера та Німеччини і обсипали прокльонами англійців. До 14:00 корабель затонув, так і не спустивши свого прапора.

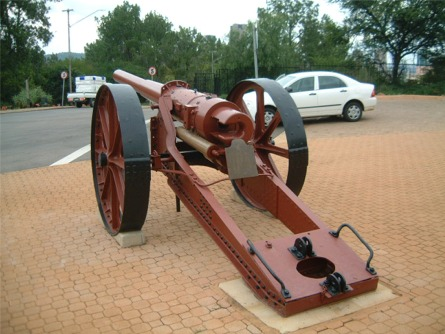
105-мм гармата «Кенігсберга»

Гармати з крейсера були встановлені на лафети. Вониі стали найбільш великокаліберною артилерією німецьких військ в Африці. Деякі з них ставили на озброєний пароплав «Гетцен», деякі розташовувалися в укріпленнях. Моряки, які вижили зібрали так званий «Кенігсберзький загін», який капітулював 26 листопада 1917 року і був інтернований в Британський Єгипет. 1919 року вони повернулися до Німеччини і взяли участь у пам'ятних заходах, присвячених бронепалубному крейсеру «Кенігсберг», біля Бранденбурзьких воріт. Сам корабель підійняли з дна тільки після Другої світової війни в 1963 році, і в 1963—1965 роках його утилізували.